# 胡懋洲
胡懋洲（1928年4月—2019年7月5日），男，江西泰和人，中华人民共和国政治人物，曾任成都市人民政府市长，成都市第十一届人大常委会主任，第七、八届全国人大代表。

## 生平
1950年3月加入中国共产党。